# Judea a Samaří

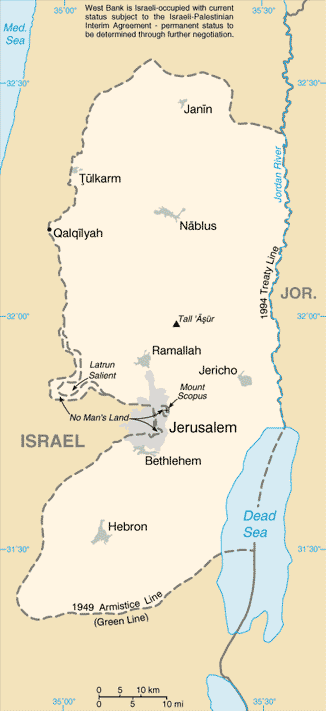
Judsko a Samařsko. Světle šedou barvou označeny správní hranice Jeruzaléma, včetně Východního Jeruzaléma, který je anektován Izraelem a není součástí Oblasti Judsko a Samařsko.

Judsko a Samařsko (hebrejsky יהודה ושומרון‎, Jehuda ve-Šomron, také akronym יו"ש‎ Još nebo ש"י‎ Šai; arabsky اليهودية والسامرة‎, al-Jahūdīja wa's-Sāmara) jsou biblická označení pro území dnes známé pod označením Západní břeh Jordánu. Jedná se o oficiální název sedmého izraelského distriktu (neuznaného OSN), respektive statistické jednotky Oblast Judsko a Samařsko (אזור יהודה ושומרון‎, Ezor Jehuda ve-Šomron), jež není oficiálně anektovaná Izraelem, ale která zahrnuje rozsáhlé oblasti Západního břehu Jordánu kontrolované a osidlované Izraelem (přes polovinu rozlohy Západního břehu tvoří Zóna C, v níž má plnou kontrolu Izrael, zbytek je Zóna B s částečnou palestinskou kontrolou nad civilními záležitostmi a Zóna A s plně proklamovanou a formálně zaručovanou, leč Izraelem omezovanou a narušovanou[zdroj⁠?!] palestinskou samosprávou). K izraelskému osídlování dochází ilegálně v rozporu s platným mezinárodním právem, de facto se tak jedná o Izraelem dlouhodobě vojensky okupované území. Koncem roku 2018 na něm žilo 427 800 Izraelců v desítkách izraelských osad. Hlavním okupačním správním sídlem je Ariel. 

## Historie a terminologie
Geografická oblast Samaří zhruba odpovídá území starověkého Izraelského království s hlavním městem v Šomronu (Sebastia), zatímco Judea odpovídá Judskému království s hlavním městem v Jeruzalémě. Po přibližně osmdesáti letech sjednoceného Izraelského království pod vládou krále Davida a Šalamouna se království rozpadlo na dvě nezávislá království, mezi nimiž následně probíhaly i boje. Odkazování k nim jako k jednomu celku pochází z moderní doby, konkrétně od jejich okupace a anexe Jordánskem. Nicméně, před jordánskou okupací, je pojem „Samaří a Judea“ použito v rezoluci Rady bezpečnosti OSN číslo 181 z 29. listopadu 1947, jako součást popisu hranic mezi navrhovaným židovským a muslimským státem.
Někdy je pojem „Judea a Samaří“ používán kvůli odlišení od „Západního břehu“. Západní břeh Jordánu totiž zahrnuje i východní Jeruzalém. Po anexi východního Jeruzaléma Izraelem (a jeho začlenění přímo do Jeruzalémského distriktu se tak administrativně oba pojmy odlišily. Podle izraelského práva je Judea a Samaří považována za zemi nikoho (terra nullius) a není přímo anektována, ačkoliv obyvatelé tamních izraelských osad používají mnoho právních a správních mechanismů státu Izrael.
Pojem „Judea a Samaří“ je také používán konkrétně jako společný odkaz na židovské osadníky v této oblasti, a to jak v minulosti tak v současnosti. Je používán zejména židovskými osadníky a jejich podporovateli. Mnoho Palestinců se proti tomuto názvu ohrazuje, jelikož jej chápou jako odmítnutí jejich nároku na tuto zemi. Nicméně termín al-Jahūdīja wa's-Sāmara je používán arabskými křesťany v odkazu na Bibli.

## Status
Organizace spojených národů a většina států světa považuje Judeu a Samaří (Západní břeh Jordánu) za území ilegálně okupované Izraelem.

## Demografie
V důsledku masivního zakládání izraelských osad se postupně Oblast Judea a Samaří stává demograficky významnou součástí Izraele. Hranice 100 000 obyvatel byla překonána roku 1992. Do roku 2001 se populace zdvojnásobila. V roce 2010 pak byla dosaženo úrovně 300 000 osadníků a v roce 2017 i 400 000.
| Rok                                        | 1972 | 1983 | 1995  | 2008  | 2011  | 2012  | 2013  | 2014  | 2015  | 2016  | 2017  | 2018  |
| ------------------------------------------ | ---- | ---- | ----- | ----- | ----- | ----- | ----- | ----- | ----- | ----- | ----- | ----- |
| Počet obyvatel (v tisících)                | 1,5  | 23,7 | 134,3 | 281,1 | 325,2 | 341,4 | 356,5 | 370,7 | 385,9 | 399,3 | 413,4 | 427,8 |
| Podíl na celkovém obyvatelstvu Izraele (%) | 0,0  | 0,6  | 2,4   | 3,8   | 4,2   | 4,3   | 4,4   | 4,5   | 4,6   | 4,6   | 4,7   | 4,8   |

## Administrativní dělení
Oblast Judeje a Samaří se dělí na samosprávná města a místní rady (menší města). Méně lidnatá sídla vesnického charakteru jsou sdružena do oblastních rad. Jde o analogický systém jako ve vlastním Izraeli.
| města                                                | místní rady | oblastní rady                                                                   |
| ---------------------------------------------------- | --- | ------------------------------------------------------------------------------- |
| - Ariel - Bejtar Ilit - Ma'ale Adumim - Modi'in Ilit | - Alfej Menaše - Bejt Arje-Ofarim - Bejt El - Efrat - Elkana - Giv'at Ze'ev - Har Adar - Imanuel - Karnej Šomron - Kedumim - Kirjat Arba - Ma'ale Efrajim - Oranit | - Guš Ecion - Har Chevron - Mate Binjamin - Megilot - Šomron - Bik'at ha-Jarden |